# 阴生舌唇兰
阴生舌唇兰（学名：Platanthera yangmeiensis），也称阴粉蝶兰，为兰科舌唇兰属下的一个植物种。现为Platanthera minor (Miq.) Rchb.f.的异名。